# Galerie des Eaux Vives
Die Galerie des Eaux Vives war eine kleine Kunstgalerie in Zürich, in welcher abstrakte und konkrete Künstler der im Jahr 1937 gegründeten Künstlergruppe Allianz ihre Werke ausstellten.

## Geschichte
Nach dem Zusammenschluss der Künstlergruppe stiessen ihre abstrakten, avantgardistischen und konkreten Werke in der Schweiz bei Publikum und Presse überwiegend auf Unverständnis bis hin zur Ablehnung. Die Galeristen jener Zeit widmeten sich eher der traditionellen Kunst und nahmen ihre Werke nicht in die Ausstellungen auf. Im Jahr 1941 war durch Max Bill der Allianz-Verlag in Zürich gegründet worden. Daraufhin folgte 1942 die Eröffnung der Galerie des Eaux Vives durch den Schweizer Maler Johann Konstantin Egger (Hansegger). Diese galt als «Trendgalerie». Hansegger hatte sich bereits zuvor beim Experiment mit dem Künstlerhaus am Hirschengraben darum bemüht, ein alternatives Kunstzentrum in Zürich zu etablieren. Für sein Vorhaben mietete er die Räume einer ehemaligen Metzgerei an der Seefeldstrasse 48 von der Stadt Zürich an. Er verzichtete aus Geldmangel auf die Renovierung und liess selbst die Fliesen an den Wänden. Gemeinsam mit seiner Frau und der Schwiegermutter zog er in die hinteren Nebenräume ein. Zunächst stellte er hier lediglich die eigenen Werke und diejenigen einiger enger Freunde aus. Er verlegte sich darauf, zeitgenössische Kunst zu zeigen, die sonst nirgendwo ausgestellt wurde. Mit der Herbstsaison 1942 bekam die Galerie ihren Namen, und bereits im Oktober 1943 waren Werke der Künstlergruppe Allianz in seiner Galerie zu sehen. Diese Verbindung war eher zufällig zustande gekommen, da die Ehefrau des Künstlers Camille Graeser zu diesem Haus gekommen war, um dort bei dem Metzger einzukaufen. Als sie feststellte, dass hier Bilder gezeigt wurden, sprach sie ihn darauf an. Hansegger war die Allianz nicht fremd, und so lud er Camille Graeser ein, an einer Ausstellung in seiner Galerie teilzunehmen. Ab Oktober 1944 nahmen zwei Jahre lang zahlreiche Künstler der Gruppe an Einzel- und Gruppenausstellungen teil. Er zeigte aber auch Werke von Sophie Taeuber-Arp oder Wassily Kandinsky.
Von 1944 bis 1946 veröffentlichte die Galerie das Bulletin Abstrakt, konkret als Begleitheft für interessierte Besucher mit zahlreichen Essays und Begriffserklärungen zu den ausgestellten Kunstrichtungen. Hansegger und seine Frau Rose Egger-Schindler waren die ersten Redaktoren dieser Blätter, wobei seine Frau auch als Sekretärin und Administratorin fungierte. Hansegger und Leo Leuppi übernahmen die Öffentlichkeitsarbeit, Pressetermine, Einladungen und Besuche, und Max Bill und Richard Paul Lohse stellten die Texte zusammen. Insgesamt erschienen 12 Bulletins, die teilweise auch Werkbesprechungen, Kunstkritiken und Biografien und teilweise auch handsignierte Graphiken enthielten.
Neben den Bulletins erschien in der Édition des Eaux-Vives auch eine Serie von Postkarten mit Abbildungen von je einem Werk der Aussteller vom Oktober 43. Daneben gab es ein Handbuch zum besseren Verständnis der modernen Kunst von Johannes M. Sorge und ein Buch mit poetischen Texten von Ugo Pirogallo, das von Hansegger illustriert wurde. Da weder mit den Bulletins noch mit den Ausstellungen selbst Gewinne erzielt wurden und auch die Künstlergruppe Allianz nicht über Vermögenswerte verfügte, geriet Hanseggers Galerie in finanzielle Nöte, denn die Ausstellungen waren für die Künstler unentgeltlich, Defizite mussten von Hansegger ausgeglichen werden, und trotz einigen Zuwendungen durch Kunstsammler wie Emil Friedrich oder Max Henri Welti musste die Galerie 1947 wegen Unstimmigkeiten innerhalb der Gruppe und finanzieller Schwierigkeiten geschlossen werden, und Hansegger emigrierte in die Vereinigten Staaten.

## Ausstellungen (Auswahl)
- 18. März 1944: Konkrete Kunst in der Kunsthalle Basel (Werke der Schweizer Künstler Max Bill, Hans Fischli, Camille Graeser, Diogo Graf, Hans Egger (Hansegger), Leo Leuppi und Richard Paul Lohse.)[6]

In der Galerie des Eaux Vives, Zürich
- 7. Oktober bis 7. November 1944: Abstrakt + Konkret
- 4. bis 30. November 1944: Abstrakt + Konkret II
- 5. Mai bis 7. Juni 1945: Wassily Kandinsky
- 30. September bis 2. Oktober 1945: Allianz Gruppe Zürich (Werke von Max Bill, Robert S. Gessner, Camille Graeser, Hansegger, Paula Heuer, Max Huber, Leo Leupi, Richard Paul Lohse und Verena Loewensberg).
- 20. Oktober bis 15. November 1946: Max Bill
- 10. Mai bis 6. Juni 1947: Peintures, reliefs de Zoltan Kemeny d’après Peter Schmid
- Ab 1. Oktober 1947: Willi Baumeister, Oskar Schlemmer
- 8. November bis 4. Dezember 1947: Madeleine Szemere-Kemeny

## Publikationen
- Abstrakt, konkret: Bulletin der Galerie des Eaux Vives. Erscheinungsverlauf: 1. 1944 bis 11. 1945.[?] OCLC 610912844.
- Ugo Pirogallo: Intime Reise. In: Éditions des Eaux-Vives. 1945 (wiedler.ch).
- Johannes M. Sorge: Einführung in die Betrachtung der abstrakten und konkreten Malerei. 1945 OCLC 21403865.